# Z ksiąg Ijoba Cierpliwego (parafraza Jerzego Żuławskiego)
Z ksiąg Ijoba Cierpliwego – parafraza biblijnej Księgi Hioba dokonana przez młodopolskiego poety Jerzego Żuławskiego. Poemat jest napisany tercyną, czyli zwrotką trójwersową, rymowaną aba bcb cdc..., układaną jedenastozgłoskowcem.
Tedy otworzył Ijob usta, dniowi
złorzecząc swemu j mówił: Niech zginie
dzień, co mnie ojcom dał i noc, gdy owi
o niezrodzonej wyrzekli dziecinie:
począł się człowiek! Mrokiem niech się zaćmi
dzień ten i w bożej pamięci niech minie,
ani postanie wespół ze swymi braćmi
w liczbie dni roku, ani się poczyta
w miesiącach, równo z nocą ową! Tać mi
z wszytkich nagorsza!